# Pouilly-Fumé
Pouilly-Fumé ist ein berühmtes französisches Herkunftsgebiet für Weißwein. Es ist ein Loire-Wein aus der Rebsorte Sauvignon Blanc, dessen Bezeichnung fumé (französisch geräuchert) aus der Geologie des Anbaugebiets stammt, wo Feuersteine vorkommen, die beim Zusammenschlagen mit einem metallhaltigen Gestein (z. B. Pyrit) Funken und Rauch entwickeln.
Exzellente Weine lassen diesen Anklang an Feuerstein im Bouquet und Geschmack nachvollziehen. Der andere Teil seines Namens stammt von der Stadt Pouilly-sur-Loire im Département Nièvre in der Region Bourgogne-Franche-Comté. Seit dem 31. Juli 1937 verfügt das Gebiet über den Status einer Appellation d’Origine Contrôlée (AOC).
Pouilly-Fumé liegt südöstlich in der verlängerten Achse der Gebiete von Sancerre und Menetou-Salon. Pouilly-Fumé ist Teil der Weinbauregion Loire. Das Anbaugebiet erstreckt sich über die Gemeinden Garchy, Mesves-sur-Loire, Pouilly-sur-Loire, Saint-Andelain, Saint-Laurent-l'Abbaye, Saint-Martin-sur-Nohain, Boisgibault und Tracy-sur-Loire des Départements Nièvre. Die Erntemenge liegt bei jährlichen 70.000 Hektoliter Wein.
Pouilly-Fumé sollte nicht mit dem im selben Gebiet produzierten, aber einen anderen Charakter aufweisenden Pouilly-sur-Loire aus Chasselas (Gutedel) verwechselt werden und auch nicht mit Pouilly-Fuissé, Pouilly-Loché und Pouilly-Vinzelles. Bei allen dreien handelt es sich um Chardonnayweine aus der Region Burgund.